# Pole (Kadov)
Pole je vesnice, část obce Kadov v okrese Strakonice v Jihočeském kraji. Nachází se osm kilometrů západně od Blatné a pět kilometrů jižně od Lnář. V roce 2011 zde trvale žilo 85 obyvatel.

## Historie
Pole patří mezi nejstarší sídla na Blatensku. První písemná zmínka o vesnici pochází z roku 1227 (ves „na poli“), kdy náležela k majetku kláštera svatého Jiří na Pražském hradě. V roce 1359 se uvádí vladyka Bušek z Pole, za Horčiců z Prostého zde stávala tvrz.

## Obyvatelstvo
| Rok            | 1869 | 1880 | 1890 | 1900 | 1910 | 1921 | 1930 | 1950 | 1961 | 1970 | 1980 | 1991 | 2001 | 2011 | 2021 |
| -------------- | ---- | ---- | ---- | ---- | ---- | ---- | ---- | ---- | ---- | ---- | ---- | ---- | ---- | ---- | ---- |
| Počet obyvatel | 410  | 425  | 402  | 343  | 366  | 373  | 309  | 224  | 214  | 167  | 160  | 133  | 104  | 85   | 76   |
| Počet domů     | 53   | 55   | 57   | 56   | 57   | 57   | 57   | 55   | 55   | 48   | 48   | 57   | 56   | 57   | 56   |

## Obecní správa
Při sčítání lidu v letech 1850–1879 Pole bylo osadou obce Kadov v okrese Blatná. V letech 1880–1973 bylo samostatnou obcí, se kterým patřilo nejprve do okresu Blatná, ale od roku 1960 v okrese Strakonice. Od 1. ledna 1974 je opět částí obce Kadov v okrese Strakonice.

## Pamětihodnosti
Dominantu vesnice tvoří polská tvrz z počátku sedmnáctého století. Na jižním okraji obce, při silnici do Kadova, stojí výklenková kaplička svatého Jana Nepomuckého z poloviny 18. století. Poblíž návsi se nachází venkovská usedlost čp. 2, která je evidována, stejně jako zámeček a kaplička, v Seznamu kulturních památek v okrese Strakonice. V horní části návsi stojí pseudogotická kaple z roku 1926. Nad severním okrajem Pole je v místě zvaném Na vrších památník americké armádě, která vesnici osvobodila 6. května 1945.
Severozápadně od vesnice leží přírodní památka Smyslov.